# تانايس

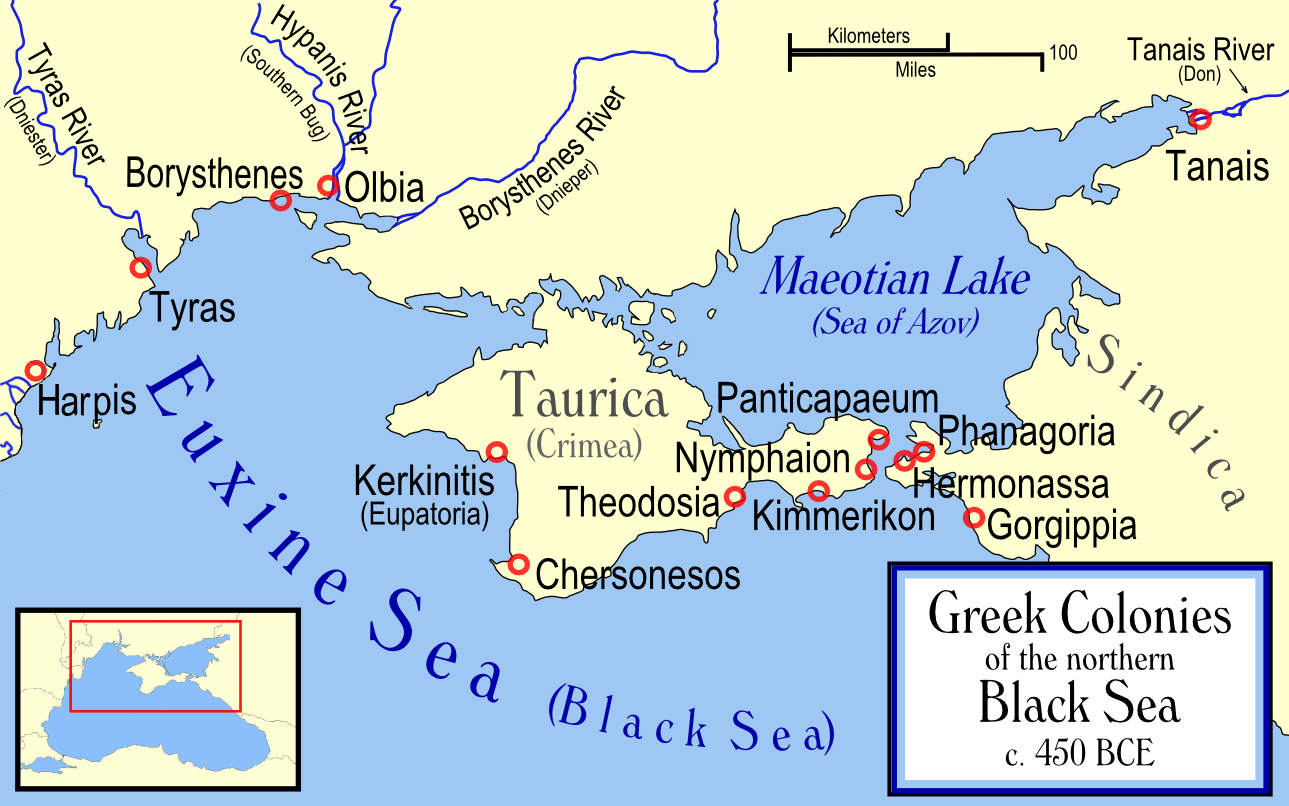
نهر تانايس والمستعمرة اليونانية التي تحمل الاسم نفسه، جنبا إلى جنب مع غيرها من المستعمرات اليونانية على طول الساحل الشمالي للبحر الأسود

.تانايس (باليونانية:Τάναϊς) هو الاسم القديم لنهر الدون في روسيا. اعتبرها سترابو في كتابه (الجغرافيا 11.1) بأنها الحد الفاصل بين أوروبا وآسيا. كما كانت تانايس أيضا في العصور القديمة، اسم مدينة في دلتا نهر الدون اسمه (Maeotian marshes) الذي يصل إلى أبعد جزء في الشمال الشرقي من بحر آزوف الذي سماه الإغريق مايوتس;Maeotis. موقع تانايس القديمة يبعد نحو 30 كيلومترا إلى الغرب من روستوف-نا-دونو الحديث. موقع وسط المدينة يكمن على هضبة مختلفة الارتفاعات يصل ارتفاعها إلى 20 متر جنوبا. يحدها وادي طبيعي شرقا، وخندق صناعي غربا.
1. ↑  "معلومات عن تانايس على موقع bigenc.ru". bigenc.ru. مؤرشف من الأصل في 2020-11-10.
2. ↑  "معلومات عن تانايس على موقع dare.ht.lu.se". dare.ht.lu.se.[وصلة مكسورة]
3. ↑  "معلومات عن تانايس على موقع enciclopedia.cat". enciclopedia.cat. مؤرشف من الأصل في 2021-01-29.